# Pernice
Pernice is een plaats in Slovenië en maakt deel uit van de gemeente Muta in de NUTS-3-regio Koroška. De plaats telde 127 inwoners op 1 januari 2020.